# Kościół Najświętszego Serca Pana Jezusa w Czarnym Borze
Kościół Najświętszego Serca Pana Jezusa – rzymskokatolicki kościół parafialny Najświętszego Serca Pana Jezusa mieszczący się w Czarnym Borze w dekanacie Kamienna Góra Wschód w diecezji legnickiej.

## Historia

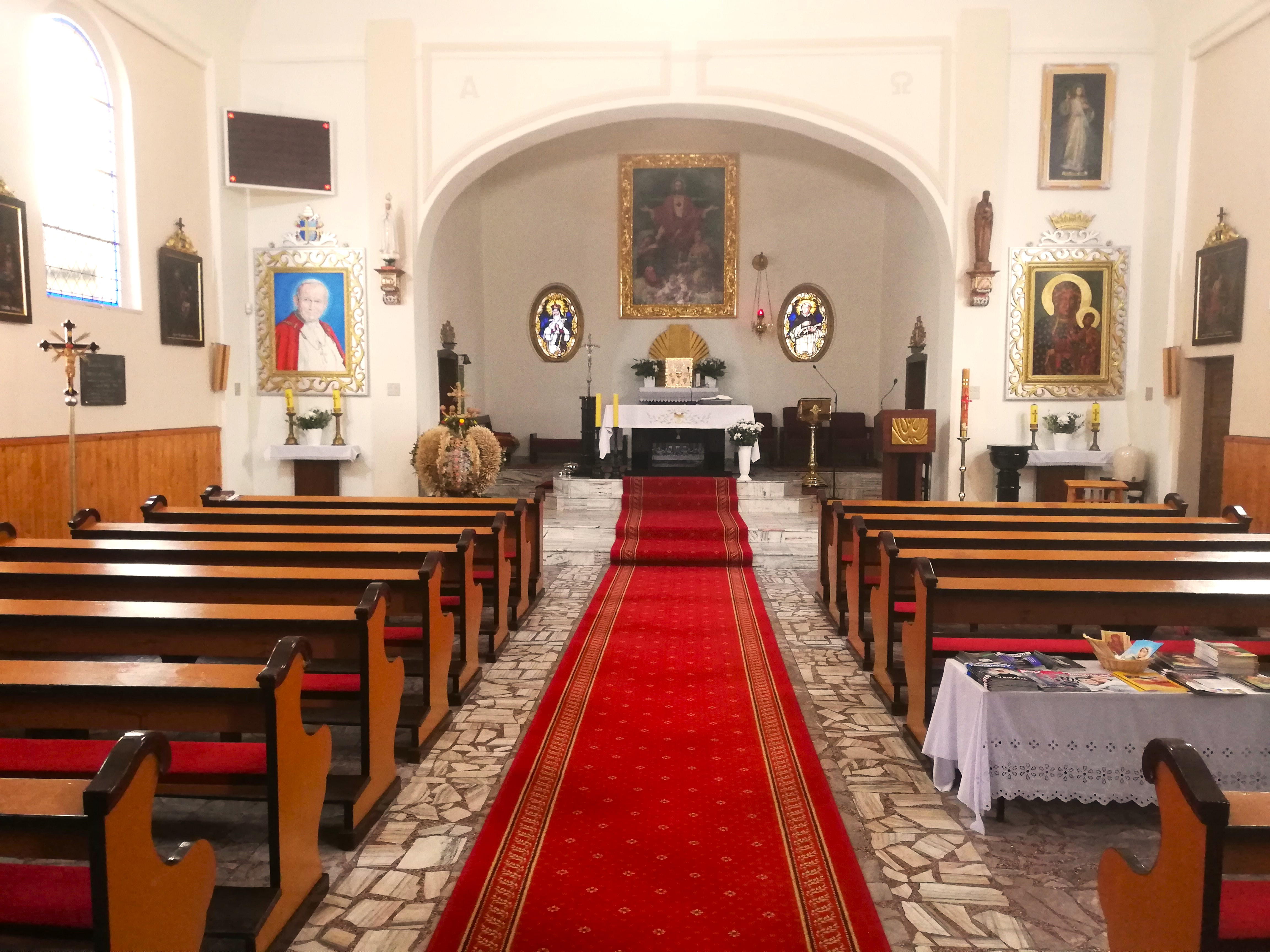
Nawa główna z prezbiterium

Kościół parafialny wzniesiony w latach 1924 - 1926, remontowany 1959 i 1972-1973. Jest to budowla założona na prostokącie, z wydzielonym prostokątnym prezbiterium, flankowanym zakrystią i pomieszczeniem gospodarczym. Obiekt ze ścianą frontową, z płynnymi spływami w szczycie i na osi półkolistym portalem nakryto wielospadowymi dachami, na kalenicy z sygnaturką z prześwitem, zwieńczona dzwonowatym daszkiem. We wnętrzu zachowały się m.in.: barokowe figury, obrazy olejne drogi krzyżowej z XVIII w. oraz różne elementy wyposażenia z okresu budowy kościoła.